# La vita è un lungo fiume tranquillo
La vita è un lungo fiume tranquillo (La vie est un long fleuve tranquille)  è un film del 1988 diretto da Étienne Chatiliez.

## Trama
In una cittadina del nord della Francia vivono due famiglie, distanti fra loro per condizioni sociali e stili di vita. La famiglia Groseille, composta dai genitori e da sei figli, vive in una casa popolare con un reddito modesto e si barcamena fra tanti espedienti per arrivare alla fine del mese. Il figlio più grande ha diciotto anni e sta scontando una pena detentiva per furto. Il più sveglio e intelligente degli altri figli è il dodicenne Maurice detto Momo.
La famiglia Le Quesnoy è una famiglia benestante, cattolica osservante, il capofamiglia è dirigente di una compagnia elettrica  e la moglie è molto attiva nelle iniziative parrocchiali, oltre ad occuparsi ovviamente dei cinque figli, tutti rispettosi e beneducati tranne la dodicenne Bernadette, che trasgredisce le regole del perbenismo borghese rubando i cosmetici della madre per truccarsi di nascosto e uscire con le amiche vestita alla moda.
Entrambe le famiglie vivono una vita a loro modo felice e non hanno mai avuto modo di incontrarsi ma la notte di Natale di dodici anni prima, nel reparto maternità dell'ospedale, l'infermiera Josette aveva scambiato i due neonati per fare un dispetto al suo amante primario ginecologo dott. Mavial, dopo essere stata delusa per la promessa non mantenuta di un veglione di Capodanno.
Ora dopo dodici anni, ancora per vendetta verso il ginecologo che, rimasto vedovo, ha rifiutato di sposarla, Josette rivela la verità alle due famiglie attraverso una lettera. I ricchi Le Quesnoy, per poter avere con sé il loro figlio biologico, decidono di risarcire con una somma di denaro i Groseille e simulare un'adozione, continuando a tenere anche Bernadette. I Groseille, inizialmente irritati per aver allevato il figlio del direttore che taglia loro sempre la luce, accettano di buon grado.
I problemi cominciano quando l'inquieta e annoiata Bernadette dice a Momo di "odiare i poveri" e Momo le rivela la sua provenienza. Mentre Momo reagisce alla nuova situazione cercando di capovolgere le convenzioni della famiglia rispettabile, Bernadette cade in depressione e cerca di conoscere i suoi veri genitori subendo un vero e proprio shock dopo aver constatato le loro abitudini e il loro stile di vita. Anche i due coniugi Le Quesnay vanno sotto shock quando i figli sfuggono al loro controllo grazie a Momo che insegna loro a bere, a dire parolacce, a fare il bagno nel fiume in una località pericolosa. Esasperati, i due genitori decidono di prendersi una vacanza per potersi riposare. La sera prima della partenza, Momo si congeda da loro, ringrazia per essere stato bene accolto e torna nella sua vecchia casa a piedi.
Nel finale ritroviamo Josette e il ginecologo finalmente conviventi, in una piccola abitazione vicino al mare. L'infermiera assapora la vittoria dopo anni di sacrifici e umiliazioni.

## Distribuzione
Il film esordì nelle sale francesi il 3 febbraio 1988. In Italia venne proiettato in anteprima alla Mostra di Venezia il 3 settembre 1988 e distribuito nelle sale a partire dal 2 febbraio 1989.

## Riconoscimenti
- Premi César 1989
  - migliore attrice non protagonista (Hélène Vincent)
  - migliore promessa femminile (Catherine Jacob)
  - miglior sceneggiatura
  - migliore opera prima